# Thomas Raeymaekers
Thomas Raeymaekers (Emblem, 22 mei 1993) is een Belgisch voormalig wielrenner die vanaf 2013 tot en met juni 2015 reed voor Team Novo Nordisk. Net als de rest van die ploeg leidt hij aan diabetes mellitus (type 1).

## Carrière
Toen Raeymaekers zeventien jaar was werd hij gediagnosticeerd met suikerziekte. In 2013 tekende hij een profcontract bij Team Novo Nordisk. Zijn beste resultaat was een twaalfde plek in de vijfde etappe van de Internationale Wielerweek in 2013.
Op 23 juni 2015 werd bekend dat Raeymaekers zijn carrière noodgedwongen moest beëindigen, nadat in 2014 bij hem de ziekte van Crohn werd vastgesteld. Na zijn actieve carrière ging hij aan de slag als ploegleider bij het jeugdteam van Team Novo Nordisk. Ook vervult hij sindsdien een rol als ambassadeur bij de Amerikaanse ploeg, om aan te tonen waartoe personen met diabetes in staat zijn.

## Ploegen
- 2013 –  Team Novo Nordisk
- 2014 –  Team Novo Nordisk
- 2015 –  Team Novo Nordisk (tot 23-6)

Ambrose · Cherhal · Clancy · Cremers · De Mesmaeker · Dilley · Glasspool · Henttala · de Keijzer · Lefrançois · Lozano · Mejías · Peron · Planet · Raeymaekers · Strobel · Verschoor · Williams · Kamstra (stagiair)